# چارلز کامان
چارلز کامان (انگلیسی: Charles Kaman; ۱۵ ژوئن ۱۹۱۹ – ۳۱ ژانویهٔ ۲۰۱۱) مهندسی هوافضا، طراح ساز موسیقی اهل ایالات متحده آمریکا بود.
وی همچنین برندهٔ جوایزی همچون مدال ملی فناوری و نوآوری شده‌است. او در سال ۱۹۴۵ شرکت کمان کورپوریشن را تأسیس کرد.